# Санту-Антониу-ду-Пиньял
Санту-Антониу-ду-Пиньял (порт. Santo Antônio do Pinhal) — муниципалитет в Бразилии, входит в штат Сан-Паулу. Составная часть мезорегиона Вали-ду-Параиба-Паулиста. Входит в экономико-статистический микрорегион Кампус-ду-Жордан. Население составляет 7047 человек на 2006 год. Занимает площадь 132,886 км². Плотность населения — 53,0 чел./км².

## История
Город основан 13 июня 1860 года.

## Статистика
- Валовой внутренний продукт на 2003 составляет 29.789.335,00 реалов (данные: Бразильский институт географии и статистики).
- Валовой внутренний продукт на душу населения на 2003 составляет 4.434,92 реалов (данные: Бразильский институт географии и статистики).
- Индекс развития человеческого потенциала на 2000 составляет 0,796 (данные: Программа развития ООН).

## География
Климат местности: субтропический. В соответствии с классификацией Кёппена, климат относится к категории Cwb.